# Aspern Nord (métro de Vienne)
Aspern Nord (en allemand : U-Bahn-Station Aspern Nord) est une station de la ligne U2 du métro de Vienne. Elle est située dans le quartier de Seestadt Aspern (de) sur le territoire du XXIIe arrondissement Donaustadt, à Vienne en Autriche.
Mise en service en 2013, elle est desservie par les rames de la ligne U2 du métro de Vienne. Elle est en correspondance directe avec la gare de Vienne-Aspern Nord desservie par des trains de la S-Bahn de Vienne.

## Situation sur le réseau

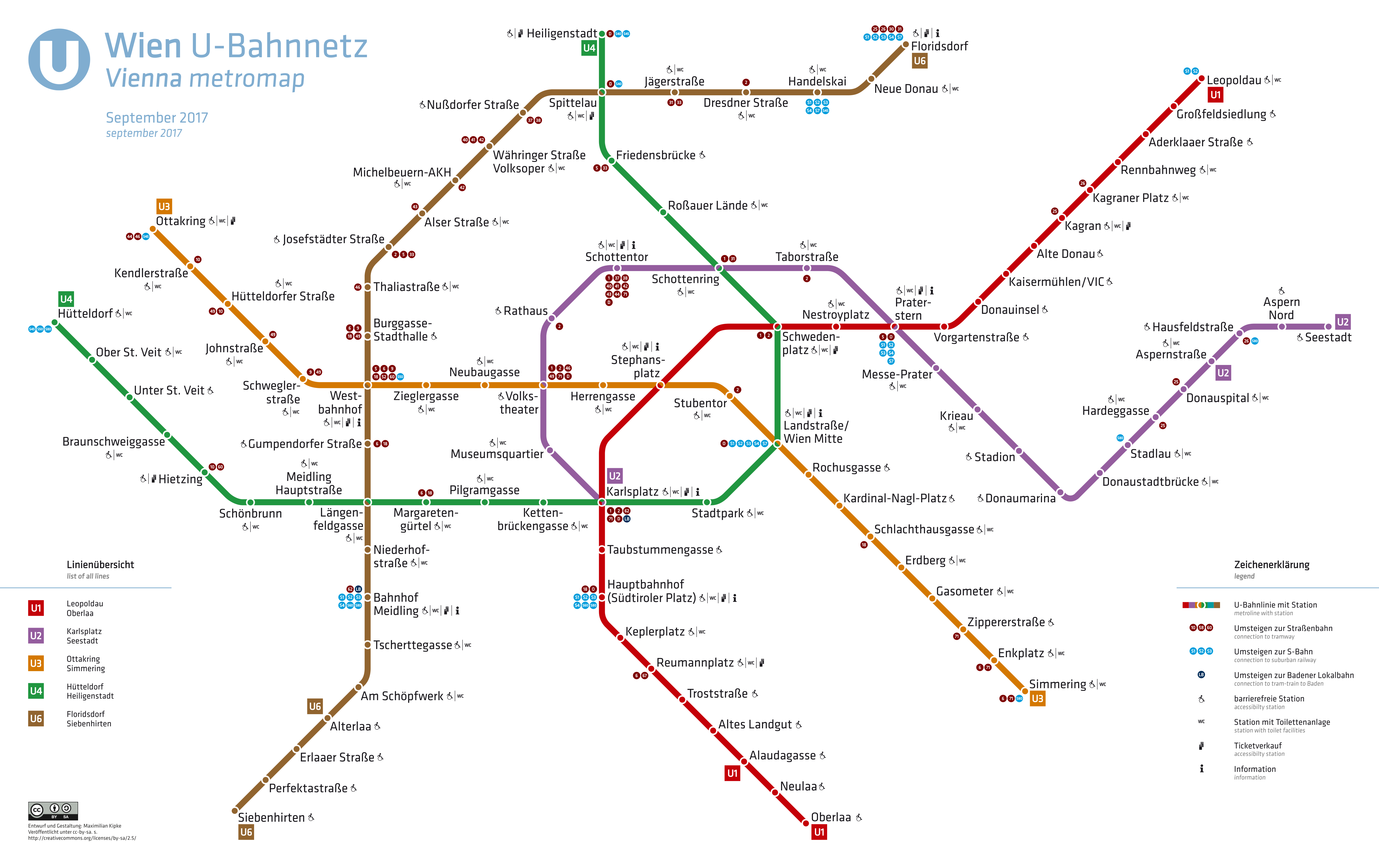
Plan du métro (2017).

Établie en surface, Aspern Nord est une station de passage de la ligne U2 du métro de Vienne : elle est située entre la station Seestadt, terminus est, et la station Hausfeldstrasse, en direction du terminus ouest Schottentor.
Elle dispose d'un quai central encadré par les deux voies de la ligne. Les voies de la gare de Vienne-Aspern Nord sont établies, à proximité en parallèle avec la station du métro.

## Histoire
La station Aspern Nord est mise en service le 5 octobre 2013, lors de l'ouverture à l'exploitation des 4,2 km du prolongement de Aspernstrasse à Seestadt.

## Services aux voyageurs

### Accès et accueil
La station dispose d'un accès principal, sur la Nelson-Mandela-Platz au sud, qu'elle partage avec la gare ferroviaire, et un autre accès au nord sur la Mayredegasse qui permet de rejoindre un passage souterrain qui passe sous les voies de la gare et de la station (voir plan ci-dessous).

Installations
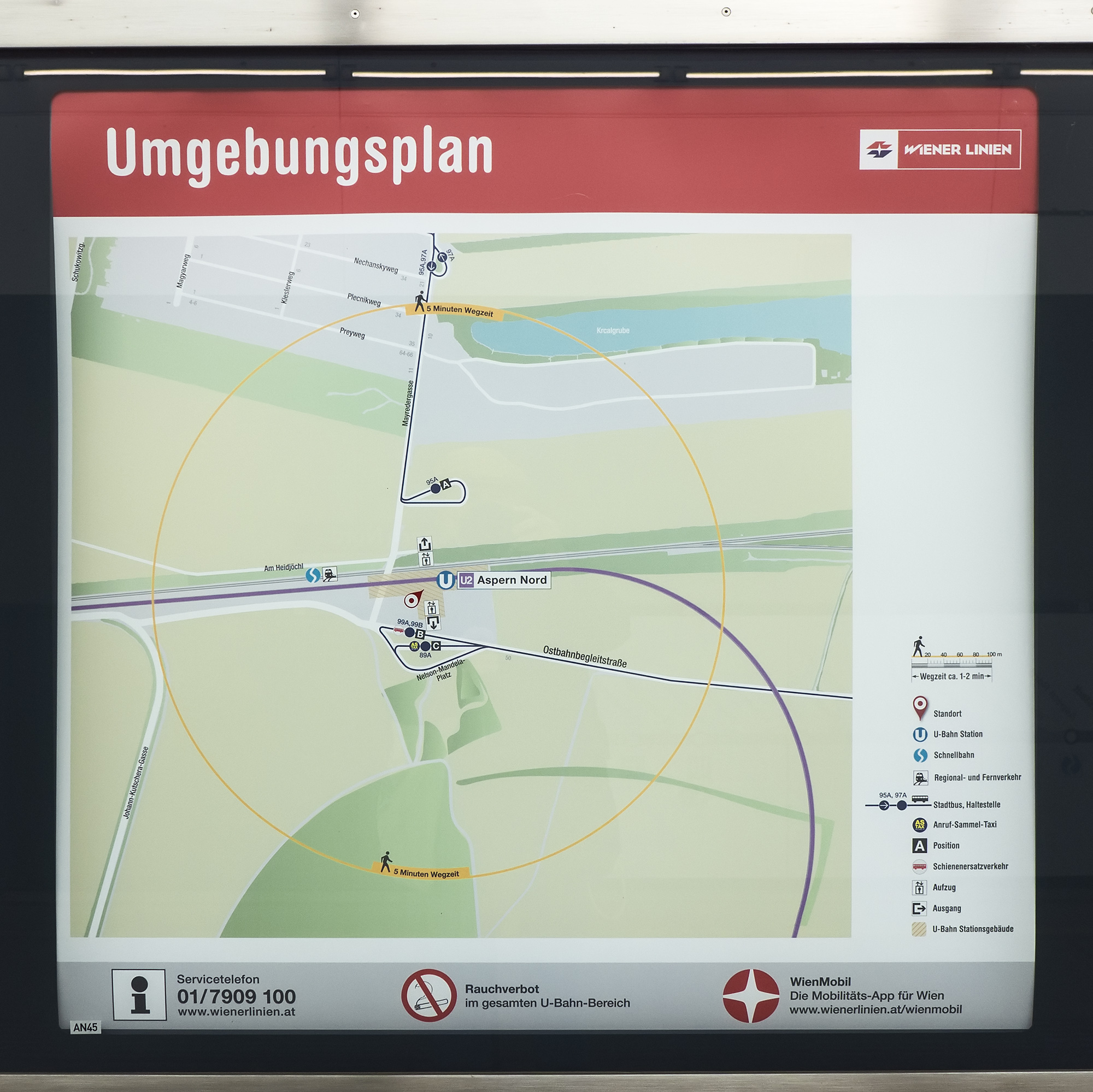
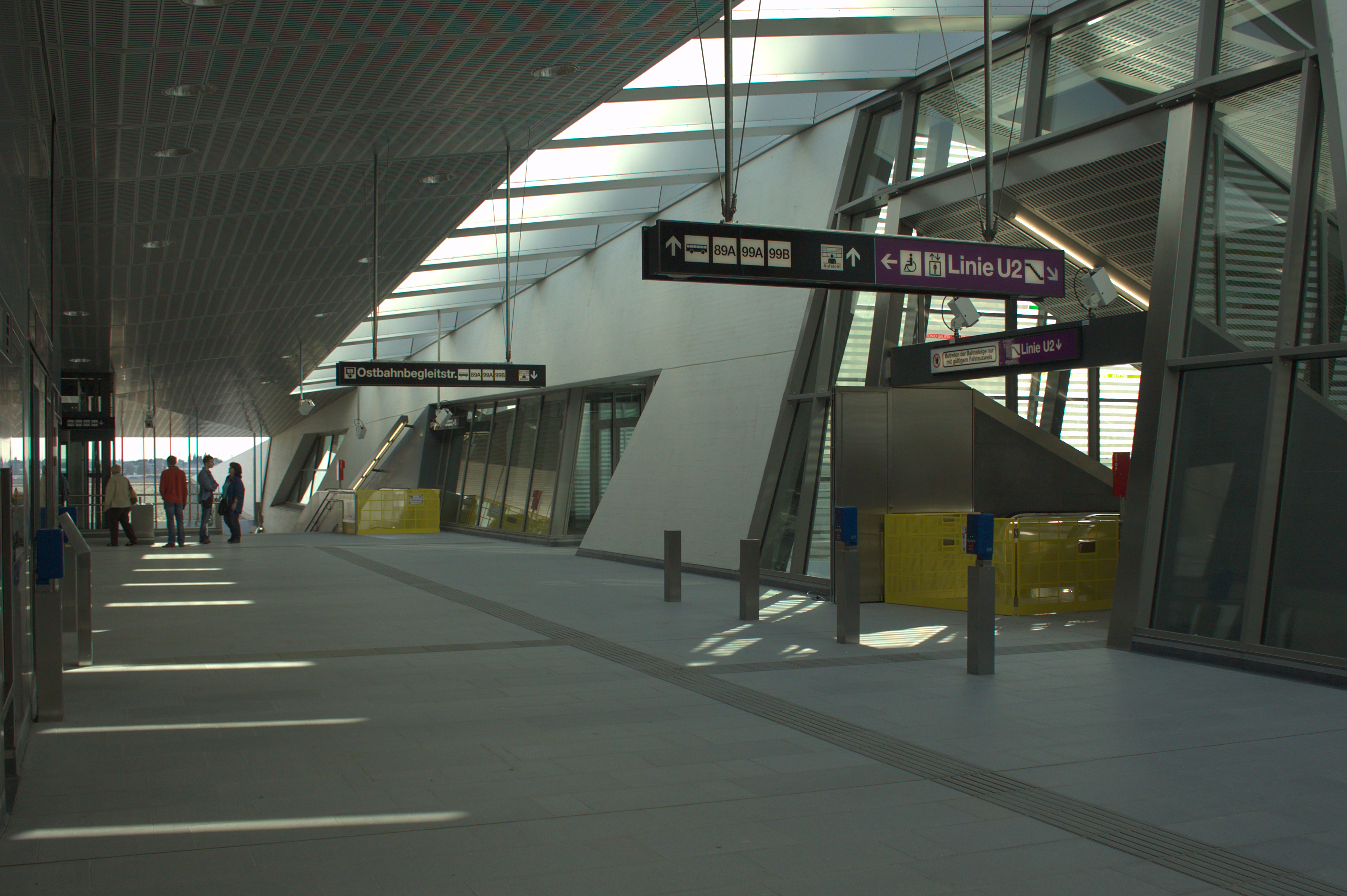
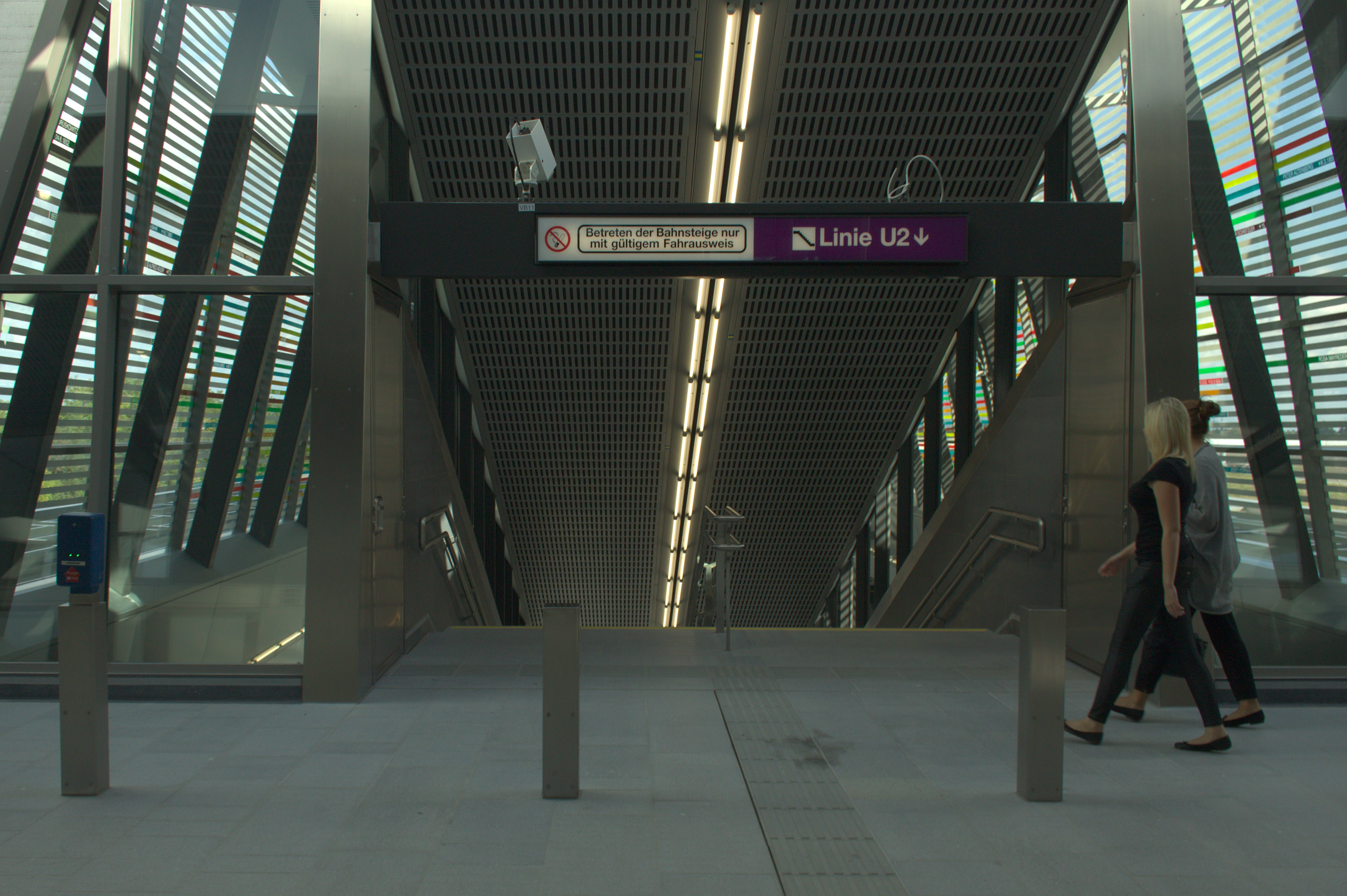

### Desserte
Aspern Nord est desservie par les rames de la ligne U2 du métro de Vienne.

Installations et desserte
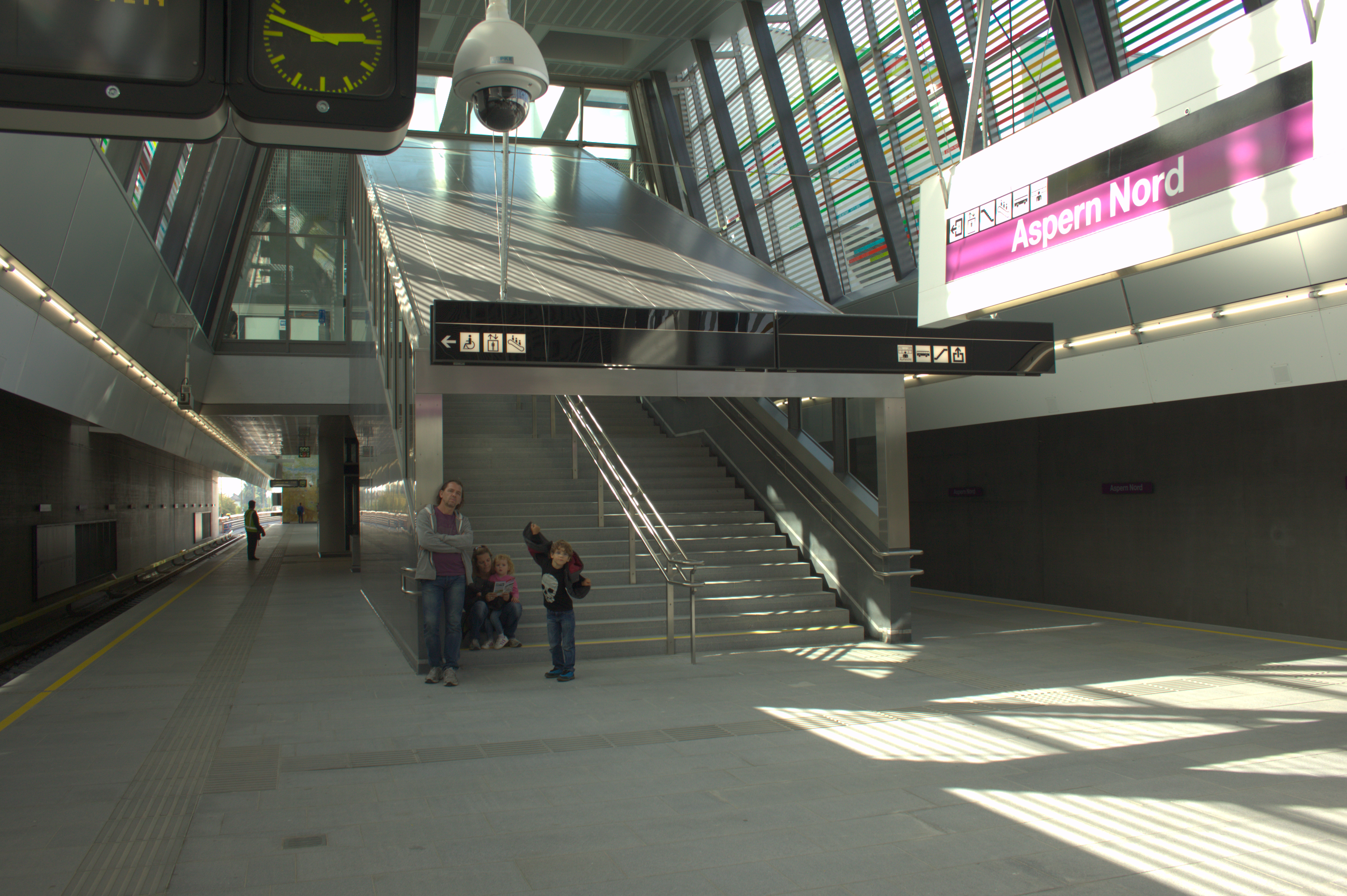
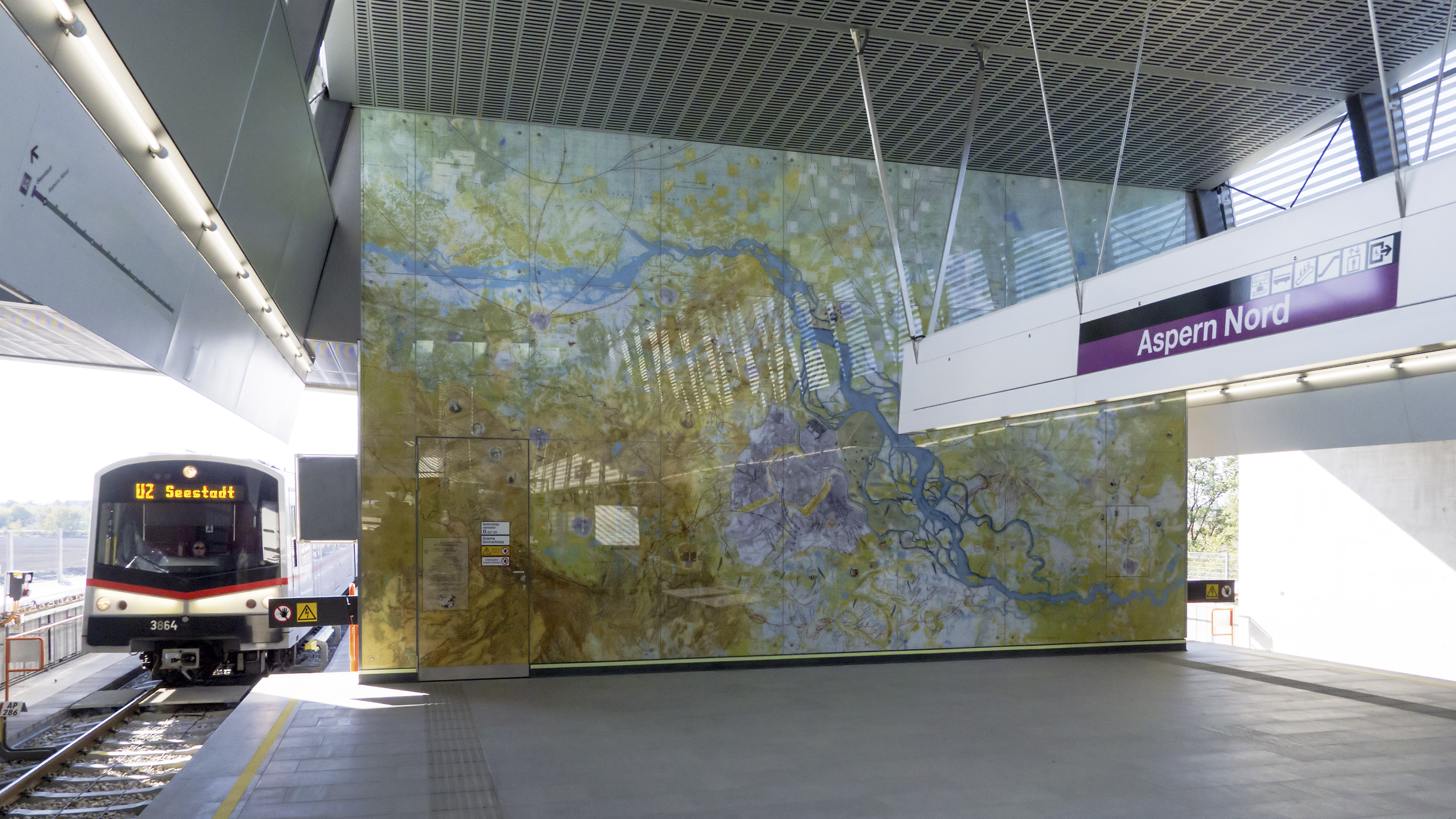
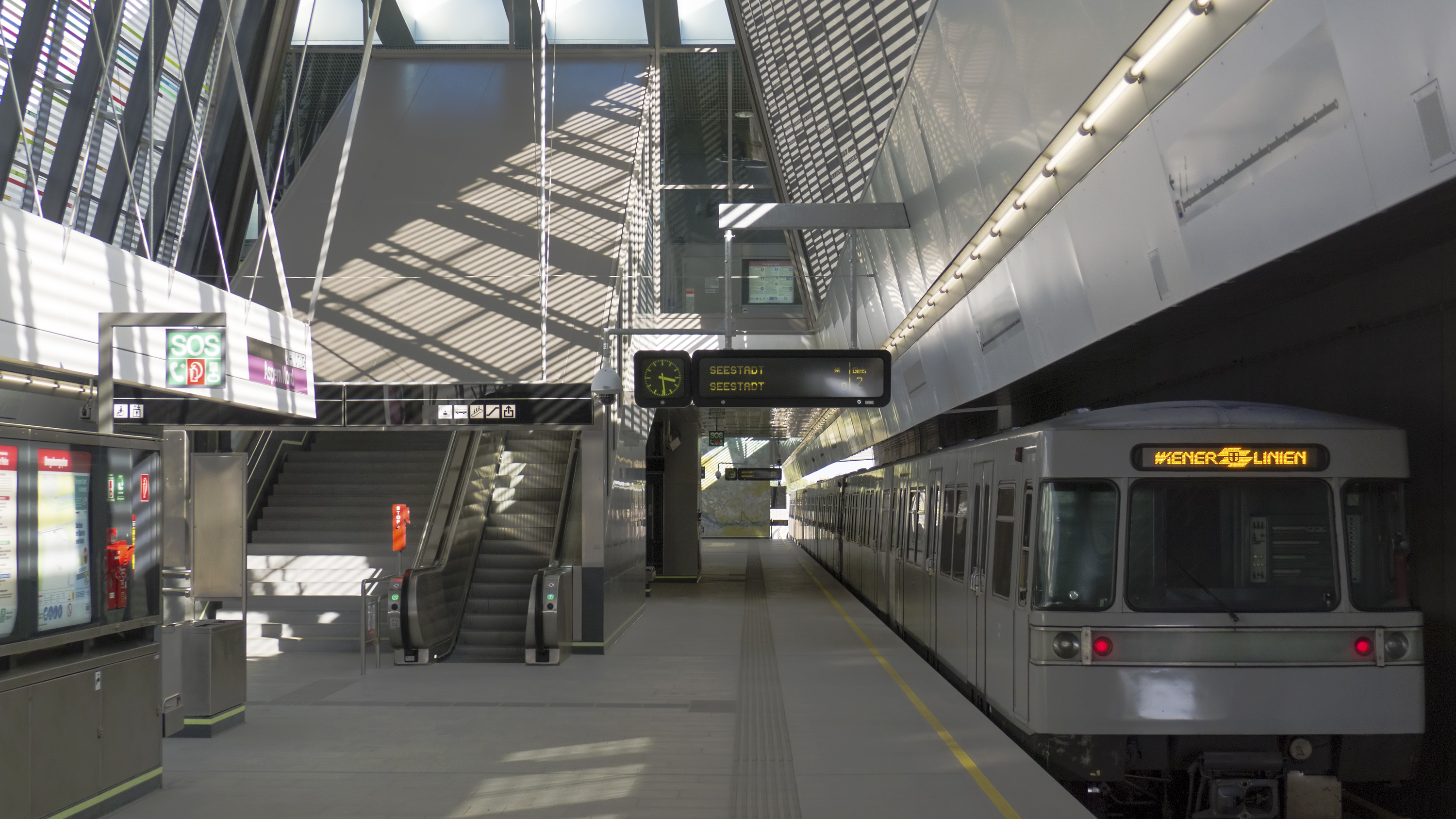

### Intermodalité
La station est en correspondance directe, par un passage souterrain, avec le quai de la gare de Vienne-Aspern Nord desservie par le train S80 de la S-Bahn de Vienne et des trains régionaux. Elle dispose également d'arrêts de bus : au nord il est desservi par la ligne 95A et de deux arrêts au sud, desservis par les lignes 89A, 99A et 99B.